# 馬龍尼人

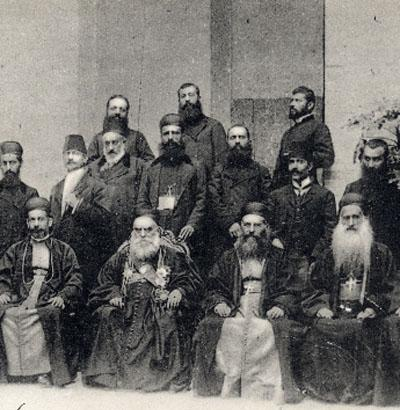
馬龍尼人牧首和主教，1906年攝於罗马

馬龍尼人（阿拉伯語：الموارنة）是一個基督徒民族宗教群体，馬龍尼人信奉马龙尼礼教会，現今人數最多的馬龍尼人群體主要居住於黎巴嫩的黎巴嫩山一帶。馬龍尼禮教會是東儀天主教會中的自治天主教禮儀教會，其與教宗和天主教會完全共融，馬龍尼禮教會依據东仪天主教会法典的教規而享有相當程度的自治權，為其他數十個與聖座完全共融的個別教會之一。

## 外部連結
- .  (第11版). London. 1911.
- The Syriac Maronites （页面存档备份，存于）
- Syriac Maronite identity in Lebanon （页面存档备份，存于）